# KNVB Beker 2001/02 (vrouwen)
De 22ste editie van de KNVB Beker voor vrouwen werd gewonnen door SV Braakhuizen die in de finale SV Saestum versloegen. Voor Braakhuizen is het de eerste keer dat de beker veroverd werd.

## Finale
| Thuis          | Uitslag | Uit        |
| -------------- | ------- | ---------- |
| SV Braakhuizen | 1-0     | SV Saestum |

1980/81 · 1981/82 · 1982/83 · 1983/84 · 1984/85 · 1985/86 · 1986/87 · 1987/88 · 1988/89 · 1989/90 · 
1990/91 · 1991/92 · 1992/93 · 1993/94 · 1994/95 · 1995/96 · 1996/97 · 1997/98 · 1998/99 · 1999/00 · 
2000/01 · 2001/02 · 2002/03 · 2003/04 · 2004/05 · 2005/06 · 2006/07 · 2007/08 · 2008/09 · 2009/10 · 
2010/11 · 2011/12 · 2012/13 · 2013/14 · 2014/15 · 2015/16 · 2016/17 · 2017/18 · 2018/19 · 2019/20 ·
2020/21 · 2021/22 · 2022/23 · 2023/24 · 2024/25